# Rezerwat przyrody Pärnu rannaniidu
Rezerwat przyrody Pärnu rannaniidu (est. Pärnu rannaniidu looduskaitseala) – rezerwat przyrody leżący w obrębie Parnawy w prowincji Parnawa, Estonia. Ma powierzchnię 373,3 hektara, z czego część lądowa zajmuje 316,7 ha, a część wodna 56,6 ha. Rezerwat został utworzony w 1958 roku w celu zachowania unikalnych łąk nadmorskich znajdujących się u ujścia rzeki Parnawa do Zatoki Parnawskiej. Rezerwat oznaczony jest kodem KLO1000584.
Obecnie na jego terenie istnieje 600-metrowa kładka z wieżą widokową.